# Franz Donat (Textiltechniker)
Franz Donat (* 17. Oktober 1863 in Georgswalde in Böhmen; † nach 1935) war ein österreichischer Textiltechniker, Autor und Fachschullehrer.

## Leben
Er war der Sohn des Leinenweberfabrikanten Franz J. Donat aus dem böhmischen Georgswalde. Nach dem Besuch des Textiltechnischen Lehranstalt war er viele Jahre in der Praxis tätig. Später wurde Franz Donat Regierungsrat und spätestens 1906 war er k. k. Fachlehrer der k. k. Fachschule für Textilindustrie. Später wurde er Professor an der Bundeslehranstalt für Textilindustrie in Wien. Er war Mitglied des Patentamtes und Fachschriftsteller.

## Schriften (Auswahl)
- Technologie, Bindungslehre, Dekomposition und Kalkulation der Jacquardweberei. Wien 1902.
- Die färbige Gewebemusterung. Ein Lehrgang, Gewebe durch 2-6 färbige Anordnung der Ketten- und Schußfäden zu figurieren. A. Hartlebens Verlag, Wien und Leipzig 1907.
- Methodik der Bindungslehre, Dekomposition und Kalkulation für Schaftweberei. 3. Aufl. A. Hartlebens Verlag, Wien und Leipzig 1908.
- K. K. Fachschule fur Textilindustrie in Wien. 36 Tafeln mit 360 Figuren und 122 Seiten Text. A. Hartlebens Verlag, Wien und Leipzig 1912.